# 金城学院大学短期大学部
金城学院大学短期大学部（きんじょうがくいんだいがくたんきだいがくぶ、英語: Junior College, Kinjo Gakuin University）は、愛知県名古屋市守山区大森2-1723に本部を置いていた日本の私立大学である。1950年に設置され、2004年に廃止された。学生募集は2001年度まで。翌年度より金城学院大学への全面改組により短期大学は学生募集を停止し、2004年7月27日 正式廃止。

## 概要

### 大学全体
- 学校法人金城学院により運営されていた日本の私立短期大学。1950年に設置された。当初は名古屋市東区内にキャンパスが置かれていたが、守山区内に移転された。最大で、1学科と2学科5専攻からなり入学定員が700名とかなりの規模を誇っていたが、近年学部への移行により縮小された。

### 建学の精神（校訓・理念・学是）
- 金城学院大学短期大学部における建学の精神は「キリスト教精神に培われた、教養あふれる女性の育成」となっている。

### 教育および研究
- 一般教育科目には「キリスト教学」が開講されていた。
- 保育科は、幼稚園教員の養成を執り行っていた。

### 学風および特色
- 米国の宣教師ランドルフにより設立された金城女学校が起源となっており、以来キリスト教の思想に基づいた女子教育が行われていた。

## 沿革
- 1950年 金城学院大学短期大学部開学：当初は東区にあった。
  - 文科
    - 国文専攻
    - 英文専攻
    - 社会専攻

  - 家政科
    - 被服専攻
    - 食物専攻
    - 児童専攻
- 1953年 2部を設置。
  - 文科
    - 国文専攻
    - 英文専攻

  - 家政科被服専攻
- 1966年 家政科児童専攻に替わって保育科を設置：在学者数は102[7]。
- 1992年 学科名変更が行われる。
  - 家政科→生活学科
    - 被服専攻→生活造形専攻
- 2001年度をもって短期大学の学生募集を終了。
- 2004年7月27日 正式廃止[5][6]。

## 基礎データ

### 所在地
- 愛知県名古屋市守山区大森2-1723

### 象徴
- 金城学院大学短期大学部のカレッジマークは十字架をイメージしている。

## 教育および研究

### 組織

#### 学科
- 家政科→生活学科
  - 食物専攻
  - 被服専攻
    - 第一部→生活造形専攻
    - 第二部[1]

  - 児童専攻[2]
- 文科
  - 国文専攻
    - 第一部[3]
    - 第二部[1]

  - 英文専攻
    - 第一部→英語科
    - 第二部[1]

  - 社会専攻[3]
- 保育科

#### 専攻科
- なし

#### 別科
- なし

#### 取得資格について
教職課程
- 幼稚園教諭二種免許状：保育科にて設置されていた。
- 中学校教諭二種免許状
  - 国語：文科国文専攻
  - 英語：文科英文専攻
  - 社会：文科社会専攻
  - 家庭：生活学科食物専攻・生活造形専攻・家政科児童専攻
- 当初は高等学校教諭免許状の課程も置かれていた[8]。
  - 国語：文科国文専攻第一部・第二部[8]
  - 英語：文科英文専攻第一部・第二部[8]
  - 家庭：家政科第一部・第二部[8]

### 研究
- 『金城学院大学論集』ほか[4]

## 大学関係者と組織

### 大学関係者一覧

#### 出身者
- とみたゆう子 - 歌手
- 佐藤夕子 - 名古屋市会議員、元衆議院議員、元愛知県議会議員
- 木下あゆ美 - タレント
- 佐藤友美 - 女優
- 長谷川洋子 - フリーアナウンサー

## 施設

### キャンパス
- 大学と共同使用されていた。

### 寮
- 特になし。

## 対外関係

### 系列校
- 金城学院大学
- 金城学院中学校・高等学校

## 卒業後の進路について

### 就職について
- 一般企業への就職者が大半となっていた。ほか、各学科卒業生で中学校教員に就いた人も少なからずいた。保育科では幼稚園教員に就いた人もいる。

### 編入学・進学実績
- 併設の金城学院大学ほか以下の実績がある。

- 生活学科
  - 食物専攻：立命館大学ほか
  - 生活造形専攻：愛知産業大学・椙山女学園大学ほか
- 文科
  - 国文専攻：聖徳大学・恵泉女学園大学ほか
  - 英文専攻：愛知学院大学・名古屋学院大学・京都精華大学・大谷女子大学ほか
  - 社会専攻：ルーテル学院大学・朝日大学・岐阜経済大学・愛知大学・愛知淑徳大学・名古屋経済大学・名城大学・桃山学院大学・関西学院大学・第一経済大学ほか
- 保育科：愛知県立大学ほか